# Железные дороги Новороссии
ФГУП Железные дороги Новороссии (ЖДН) — российская государственная компания, созданная для объединения управления железными дорогами в частях Донецкой и Луганской областей Украины, оккупированных Россией с 2014 года, с железными дорогами на частях Запорожской и Херсонской областей Украины, оккупированных Россией в 2022 году.
Компания была создана на основании распоряжения Правительства РФ от 29 мая 2023 года № 1404-р. Ей было передано имущество предприятий «Донецкая железная дорога», «Луганская железная дорога», «Херсонская железная дорога», «Мелитопольская железная дорога» и концерна «Железные дороги Донбасса».
Употребление в названии «Новороссии» ссылается на оккупированные Россией области Украины, которые Россия называет «Новороссия».
Компания не принадлежит «РЖД», она подчиняется Федеральному агентству железнодорожного транспорта.
На январь 2024 года в компании работало 12,4 тыс. человек, они перешли в новую структуру из существовавших дорог в порядке перевода. В новую структуру входят три филиала: Донецкий, Луганский и Мелитопольско-Херсонский.
В оккупированные Россией регионы Украины в 2022 году было передано 30 локомотивов. В 2023 году — 23 локомотива и 11 составов электропоездов для пригородного сообщения, тысяч единиц транспортной и специальной техники.
Министр транспорта РФ Виталий Савельев в 2023 году отметил: «В целом задачи по обеспечению мы сейчас решаем, деньги у нас есть. В 2022 году мы потратили 53 млрд руб., в 2023-м у нас практически 75 млрд руб., и примерно в таком же объёме мы планируем выполнять работы в 2024—2025 годах».
Компания, по сведениям «Коммерсантъ», получит в 2024 году из бюджета РФ 6,7 млрд руб. на покрытие убытков. За счет этих средств будет обеспечена перевозку гарантированной грузовой базы в 7,4 млн тонн продукции горнодобывающей и металлургической промышленности. Это в 25 раз меньше в сравнении с объёмами перевозок 2012 года, но инвестиции нужны для поддержание инфраструктуры в регионах, пострадавших от боевых действий.
24 июня 2024 года компания включена в санкционные списки Европейского союза.
На компанию, а также на ее генерального директора Андрея Казакова 24 июня 2024 года Евросоюзом были наложены санкции за нарушение или угрозу территориальной целостности Украины, в связи с тем, что предприятие создается для создания транспортных связей, которые могут использоваться для доставки оружия и боеприпасов для использования в агрессивной войне России против Украины.